# Ciliopathie
Een ciliopathie is een aandoening waarbij het cilium (trilhaar) centraal betrokken is.
Sinds midden jaren 70, is men de belangrijke fysiologische rol van cilia gaan inzien. In 1933 beschreven Manes en Kartagener voor het eerst een overerfbare aandoening met de ongewone combinatie van chronische bronchitis en sinusinfecties samen met afwijkingen in de links-rechtsasymmetrie (situs inversus) (zie syndroom van Kartagener). Vervolgstudies brachten bijkomende effecten aan het licht, zoals vruchtbaarheidsproblemen. Ook kwamen in deze studies voor het eerst de cilia ter sprake
Sindsdien heeft men een groot aantal humane ziekten in verband kunnen brengen met het niet optimaal functioneren van cilia, zoals de sporadische vorming van niercysten, afwijkingen in de links-rechtsasymmetrie, onvruchtbaarheid, hydrocefalus, obesitas enzovoorts, alsook congenitale aandoeningen en syndromen, zoals het syndroom van Laurence-Moon-Bardet-Biedl (BBS) en de ziekte van Von Hippel-Lindau (VHL).
Aan de basis van deze opgesomde ciliopathieën liggen mutaties in genen die betrokken zijn in de productie van eiwitten, die gelokaliseerd kunnen worden ter hoogte van het cilium of basale lichaam.
Typische voorbeelden van ciliopathieën zijn polycysteuze nieren (PKD) en de ziekte van Von Hippel-Lindau (VHL).
PKD is een frequent voorkomende genetische aandoening (tot 12,5 miljoen mensen wereldwijd geaffecteerd), waarbij de mechanotransductie ter hoogte van het primair cilium in de nier verstoord is. Er zijn twee varianten: de autosomaal dominante vorm (ADPKD) en de autosomaal recessieve vorm (ARPKD) met mutaties ter hoogte van respectievelijk PKD1 of PKD2 en PKHD1. Bij deze niet te genezen PKD patiënten ontwikkelen zich in de nieren verschillende met vloeistof gevulde cysten. Vele patiënten hebben last van chronische pijn ter hoogte van de nieren. Bij ongeveer de helft van de patiënten ziet men uiteindelijk een uitval van de nieren en moet men overschakelen op nierdialyse of -transplantatie. Vaak gaat dit gepaard met afwijkingen in de links-rechtsasymmetrie (situs inversus).
De ziekte van von Hippel-Lindau (VHL) is een autosomale aandoening, waarbij aangedane individuen neigen tot de ontwikkeling van zowel goed- als kwaadaardige tumoren in verschillende organen verspreid over het lichaam. De tumoren vertonen vaak een sterk verhoogde vascularisatie. De kwaadaardige degeneratie van niercysten wordt beschouwd als het meest letale effect bij VHL. Meer dan 75% van de VHL-patiënten hebben verscheidene niercysten praktisch altijd gekoppeld aan een ‘second hit’ inactivatie van het wildtype-VHL-gen. Alhoewel niercysten niet ongewoon zijn in een doorsnee populatie, zijn ze zelden klinisch significant. Bij VHL-patiënten daarentegen vertonen cysten vaak een maligne conversie tot niercarcinomen (prevalentie 35% tot 75%). Het mechanisme achter dit syndroom is vermoedelijk de verstoorde regulatie van de hypoxiereactie. Het VHL-genproduct reguleert de degradatie van ‘Hypoxia Inducible Factor alpha’ (HIFα) via ubiquitinilatie. De deregulatie vertoont gelijkenissen met een hypoxiecelreactie met een artificieel gestabiliseerd HIFα dat resulteert in een verhoging in angiogene factoren, wat de observatie van een verhoogde vascularisatie in typische VHL-tumoren verklaart. Niettemin is de opregulatie van HIFα niet het hele verhaal, aangezien sommige VHL-patiënten ondanks een mutatie in het VHL-gen toch een niet volledige verstoorde regulatie vertonen van het HIFα-gen en toch tumoren ontwikkelen. Hiermee samengaand ziet men in een ander syndroom, autosomaal recessief Chuvash polycythemia, waarin het HIFα gen gemuteerd is tot een niet degradeerbaar en stabiel genproduct, geen verhoogde tumorontwikkeling maar een verhoging in de rode bloedcelproductie, bloedplaatjes en een abnormale vascularisatie. Ook in muistesten met een opregulatie van het HIFα gen ziet men dezelfde symptomen en ook geen tumorvorming.
De meest uitgewerkte en algemeen erkende functie van het VHL gen via HIFα is niet causaal betrokken in het letaal karakter van deze aandoening. Een studie van Hergovich (2003) legde een tip van de sluier bloot en suggereerde een microtubiline stabiliserende functie van het VHL genproduct op een HIFα onafhankelijke manier.
Recentere studies toonden aan dat VHL microtubuline indirect bindt via het kinisine-2-trimeer via directe binding met KIF3a en KAP3. In studies waarin mutaties in het VHL gen de binding met KIF3a of KAP3 verstoren, blijkt eveneens de mogelijkheid tot een opbouw van een primair cilium aangetast te zijn. Uit eerdere studies is geweten dat een verstoorde ciliogenese causaal is voor de ontwikkeling van niercysten.
Algemeen kan worden gesteld dat VHL-patiënten niercysten ontwikkelen door een verstoorde ciliogenese en een verhoogde vascularisatie van de tumoren vertonen via stabilisering van HIFα. Niettemin blijft tot op vandaag onduidelijk waarom bij deze patiënten een verhoogde tumorontwikkeling kan gevonden worden. Er zijn speculaties rond de rol van 2 belangrijke signaaltransductiewegen, nl Wnt- en Sonic Hedgehog (SHH) signalisatie in deze maligne conversie. De rol van cilia in deze signalisatiewegen (verder) en de kwalijke reputatie van Wnt- en Hedgehog-signalisatie bij de verschillende facetten van tumorvorming versterken dit vermoeden.
Naast deze twee hierboven besproken aandoeningen zijn er uiteraard nog vele andere cilium-gerelateerde ziekten. Ook in het kankeronderzoek stijgt de aandacht voor cilia. Bij recente pogingen om het genomisch landschap van bepaalde borst- en colorectale kankers in kaart te brengen, kwamen verschillende gemuteerde kandidaatkankergenen naar boven die betrokken zijn bij de opbouw van cilia of op zijn minst in fysiologische omstandigheden gelokaliseerd kunnen worden in het cilium.
Vele proteïnen betrokken in de ciliogenese worden eveneens gelokaliseerd ter hoogte van de centriolen tijdens de mitotische celdeling. Mogelijke defecten bij deze pivotale genen leiden dan ook tot een verhoogde kans op kankerontwikkeling via een verstoorde celcyclus of via een verstoorde chromosoomstabiliteit. Genen en eiwitten, die betrokken zijn in de opbouw en functie van het primaire cilium, vormen dan ook mogelijke doelwitten voor therapeutische interventie in tal van kankers.